# Plexaura attenuata
Plexaura attenuata is een zachte koraalsoort uit de familie Plexauridae. De koraalsoort komt uit het geslacht Plexaura. Plexaura attenuata werd in 1910 voor het eerst wetenschappelijk beschreven door Nutting. 